# 糖煮水果
糖煮水果（compote）是歐洲的一種傳統水果保存方法，將水果用水或糖水煮熟之後保存食用。和果醬相比，糖煮水果更能保留水果本身的口感和風味，甜度也比較低，可以直接食用或和優格、冰激凌等食物一起食用。由於糖煮水果容易製作，成本低廉且不含乳製品，成為歐洲猶太人普遍食用的食物。